# أرضية خشب

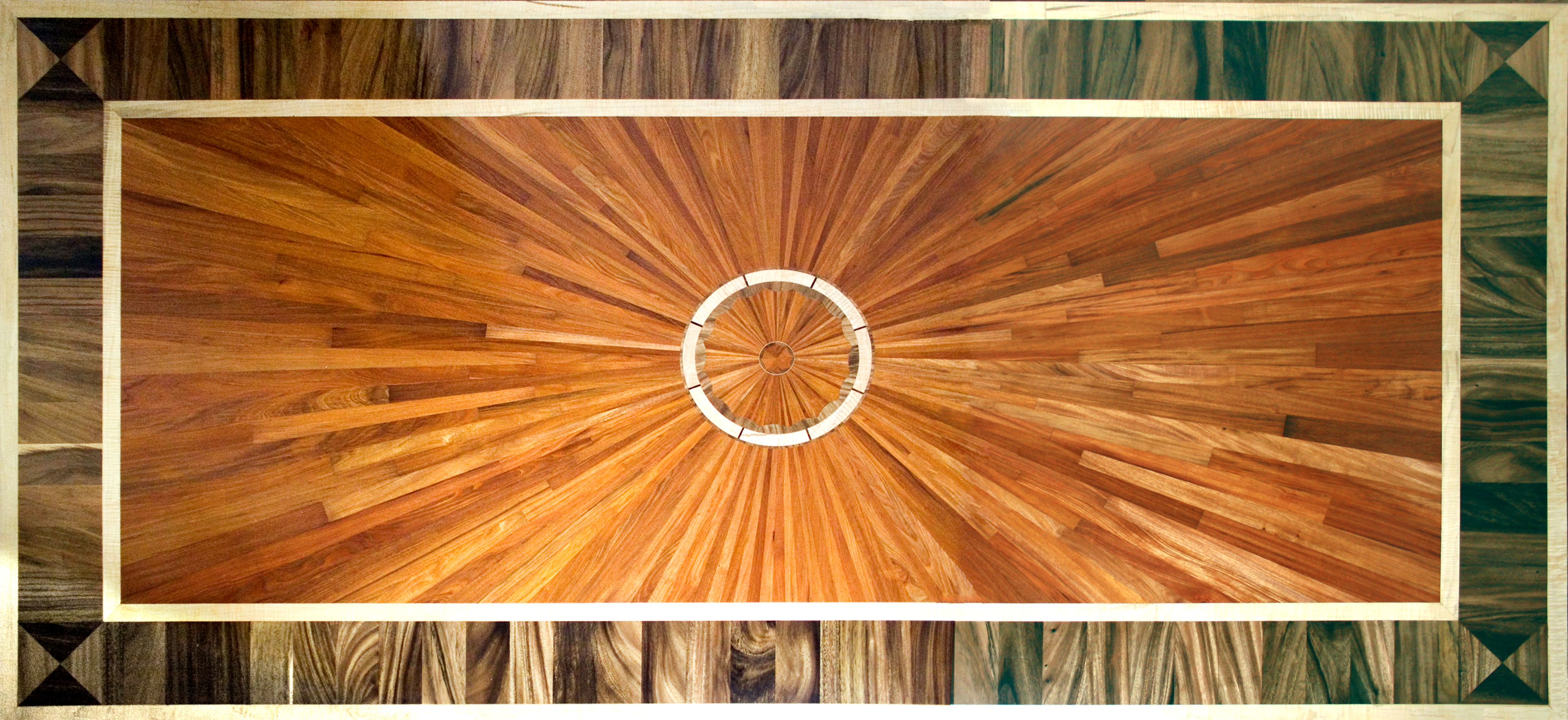
أرضية خشبية في إحدى القاعات

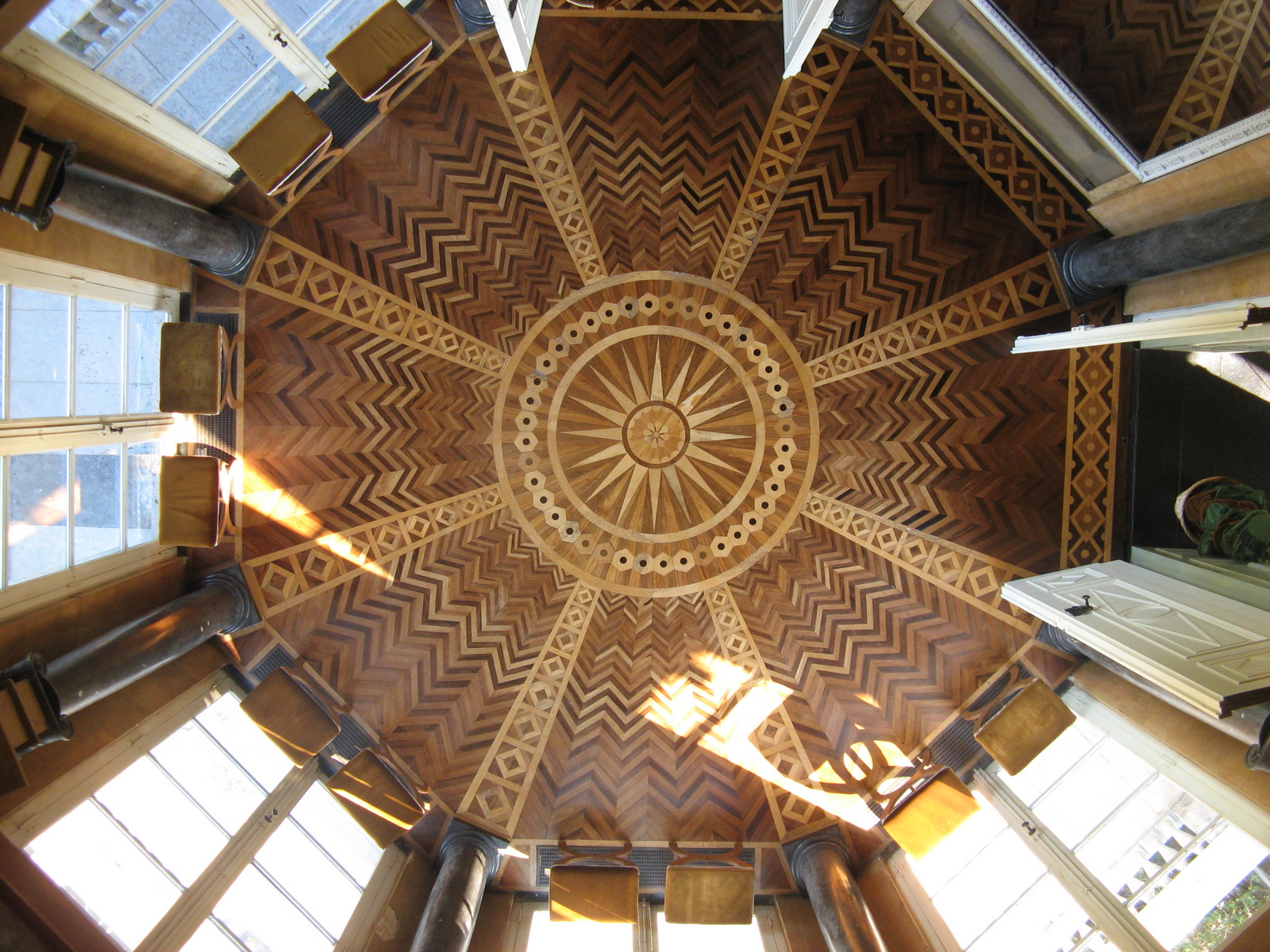
أرضية خشبية يعود تاريخها إلى القرن الثامن عشر

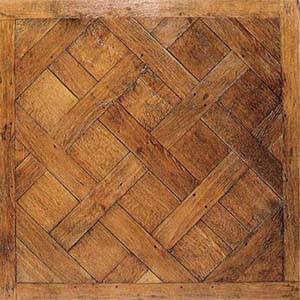
أرضية خشبية في قصر فرساي

أرضية خشبية أو البَرْكِيّ أو المُعَشَّق أو الباركية (بالفرنسية: Parquet)‏ قطع خشبية سميكة من الخشب الصلب مزخرفة أو ذات أشكال هندسية متناسقة تستخدم لفرش الأرضيات والقطعة الواحدة تتكون من أربعة شرائح، ملائمة لتقلبات الطقس وتعتبر صحية لاستعمال البشر.

## تاريخ
استعملت أرضيات الخشب لأول مرة في فرنسا في قصر فرساي سنة 1684 م ليحل مكان الرخام الذي كان مستعملاً آنذاك.

## إيجابيات و سلبيات
إن أرضيات الخشبية لها إيجابيات ولها سلبيات
حيث إن من إيجابياتها سرعة تنفيذها وسهولته على عكس أرضيات البلاط الذي يعد أصعب في التنفيذ ويستهلك وقت أطول من تنفيذ الأرضيات الخشبية.
ومن سلبيات الأرضيات الخشبية أنه لايمكن تنفيذها على أرضية ليست مستوية وهو مايتطلب تسوية للأرض قبل البدء بالعمل وهو مايعد تكلفة زائدة مما يجعل البلاط أفضل منه في هذه الحالة ومن سلبياته أيضاً أنه غير قابل للغسيل بالماء لأن الماء سيفسده ومن سلبياته أيضاً عدم ثباته وسهولة نزعه وقد يعد هذا أمراً إيجابياً لمن يفكر في إستخدامه مؤقتاً.

## المكونات

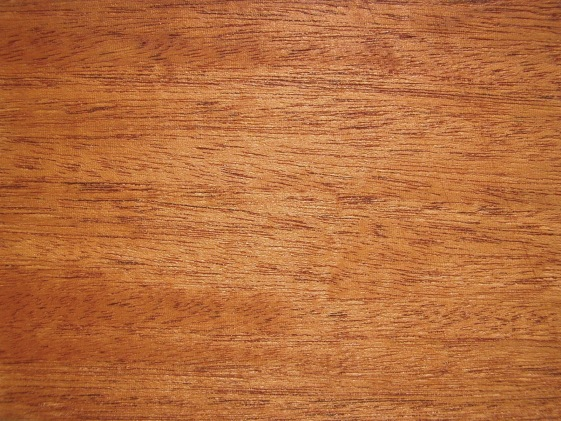
أرضية من خشب الماهوجني الأمريكي (سويتينيا ماكروفيلا)، مزيتة وغير مصقولة

تتكون أرضيات الخشب من أربعة شرائح السفلى لضمان استقامة ومتانة القطعة، وإلى الأعلى منها طبقة عازلة للحرارة والرطوبة، أما الطبقة الثالثة فهي طبقة ملونة ومزخرفة وذات اشكال متناسقة، والطبقة الخارجية عبارة عن طبقة شفافة لضمان عدم تلف قطع الخشبية، وتستخدم عدة اصناف من الأخشاب في صناعة أرضيات الخشب مثل البلوط والجوز والصنوبر والقيقب وغيرها وكذلك الماهوجني الذي يعتبر من أجود وأغلى الأخشاب.

## التنظيف والتثبيت
تعتبر المكنسة الكهربائية والمكانس اليدوية الناعمة من أفضل الوسائل في تنظيف الأرضيات الخشبية وبشكل أفقي أو رأسي، ويلمع الأرضيات الخشبية باستخدام قماش قطني ناعم بعد وضع سائل تنظيف وتلميع الأرضيات ويراعي بعدها ضرورة فتح النوافذ أو أحد وسائل التهوية للتجفيف، يتم تثبيت الأرضيات الخشبية عند التركيب من خلال استخدام مواد كيميائية لاصقة خاصة للتثبيت.

## الاستخدام

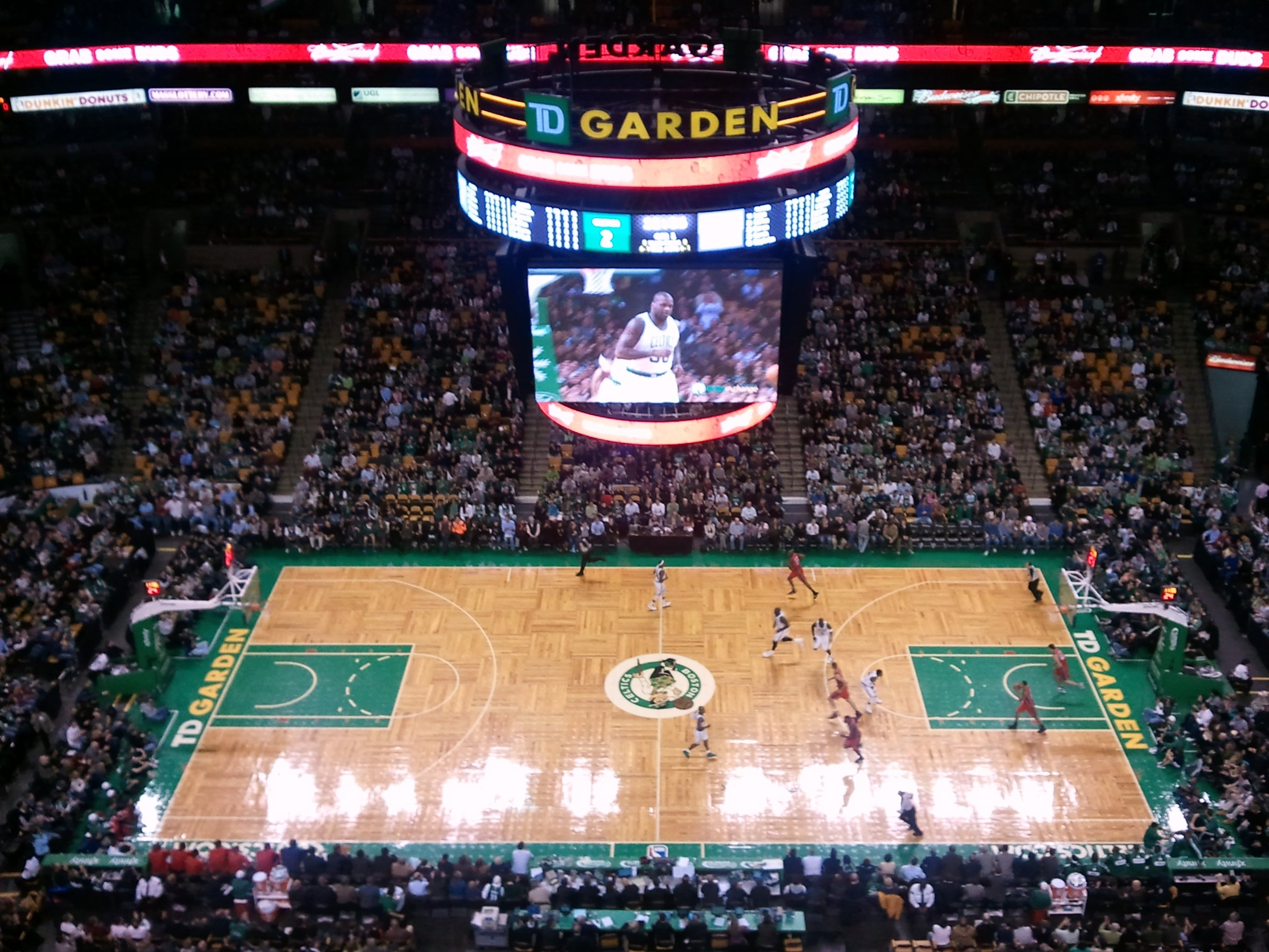
أرضية خشبية في إحدى صالات كرة السلة في الدوري الأمريكي NBA

تستخدم الأرضيات الخشبية في المكاتب والمنازل وخصوصاً في غرف النوم والممرات وصالات الجلوس، ولكن من سلبيات استخدامة داخل المنازل احداث ضوضاء وازعاج لعدم قدرتة على امتصاص الأصوات الصادرة عن المشي أو صوت التلفاز وغيرها من المصادر التي تحدث أصوات، علاوة على استخدامه في المنازل يستعمل في الصالات الرياضية وخصوصاً صالات كرة السلة وكرة الطائرة.